# Nhà thờ Thánh Barbara ở Žilina
Nhà thờ Thánh Barbara ở Žilina (tiếng Slovakia: Kostol svätej Barbory v Žilina), còn được gọi là Nhà thờ Phanxicô, là một nhà thờ Công giáo La Mã tọa lạc ở thành phố Žilina, vùng Žilina, Slovakia. Hiện tại, nhà thờ cùng với tòa nhà tu viện liền kề thuộc sở hữu của các tu sĩ dòng Phanxicô, nhưng được tu viện Thánh Martin de Porres quản lý. Vào ngày 5 tháng 11 năm 1963, nhà thờ này được ghi danh vào Danh sách Di tích Trung ương theo quyết định của Bộ Văn hóa Cộng hòa Slovakia.

## Lịch sử
Nhà thờ Thánh Barbara ở Žilina được các tu sĩ dòng Phanxicô xây dựng từ năm 1704 đến năm 1730. Nhà thờ nằm ở ngoại ô thành phố vào thời điểm đó vì các tu sĩ dòng Phanxicô muốn gần gũi với những người bình thường.
Lễ cung hiến nhà thờ được tổ chức long trọng vào ngày 27 tháng 7 năm 1834 với sự hiện diện của Giám mục giáo phận Nitra lúc bấy giờ là Jozef Vurum. Lễ thánh hiến diễn ra vào 110 năm sau khi nhà thờ được xây dựng. Nội thất theo phong cách Baroque của nhà thờ rất có giá trị, bao gồm bàn thờ, tượng, bục giảng, các cột bên và các bức tranh trên bàn thờ.
Vào ngày 1 tháng 6 năm 2012, nhà thờ Thánh Barbara ở Žilina là nơi tổ chức sự kiện Đêm của các nhà thờ.